# Rivière Normand
Pour les articles homonymes, voir Normand (homonymie).
La rivière Normand est un cours d'eau douce affluent de la rivière Cyriac, coulant dans le territoire non organisé de Lac-Ministuk, dans la municipalité régionale de comté du Fjord-du-Saguenay, dans la région administrative du Saguenay–Lac-Saint-Jean, dans la province de Québec, au Canada. Le cours supérieur et intermédiaire de la rivière Normand traverse la réserve faunique des Laurentides.
La rivière Normand est accessible par la route 175 ; d’autres routes forestières secondaires ont été aménagées dans le secteur pour les besoins de la foresterie et des activités récréotouristiques,.
La foresterie constitue la première activité économique du secteur ; les activités récréotouristiques, en second.
La surface de la rivière Normand est habituellement gelée de la fin novembre au début avril, toutefois la circulation sécuritaire sur la glace se fait généralement de la mi-décembre à la fin mars.

## Géographie
Les principaux bassins versants voisins de la rivière Normand sont :
- côté nord : rivière Cyriac, lac Simoncouche, rivière Simoncouche, lac Kénogami, rivière Saguenay ;
- côté est : rivière Cyriac, lac des Îlets, lac Grimard, lac Cyriac, lac Lecompte, rivière du Moulin, bras Sec ;
- côté sud : lac Chavary, lac Ministuk, Petite rivière Pikauba, lac Lévesque, lac Yvette ;
- côté ouest : ruisseau Hector, lac Richelieu, Petite rivière Pikauba, lac Minustuk, lac Cyriac, rivière Pikauba[2].

La rivière Normand prend sa source au lac Normand (longueur : 0,9 km ; altitude : 602 m). L'embouchure nord du lac Prud’homme est située à :
- 1,6 km au sud-ouest du lac Grimard ;
- 1,7 km au nord-est d’une courbe de la rivière Pikauba ;
- 1,8 km au nord-ouest du lac Ministuk ;
- 6,2 km à l’ouest de la route 175 ;
- 10,4 km au sud de la confluence de la rivière Normand et de la rivière Cyriac ;
- 11,0 km au sud-ouest du Lac des Îlets.

À partir du lac Normand, le cours de la rivière Normand coule généralement vers le nord-est sur 13,0 kilomètres, avec une dénivellation de 252 m entièrement en zone forestière, selon les segments suivants :
- 1,1 km vers l’ouest en dénivelant de 62 m, jusqu’à un coude de rivière ;
- 3,9 km vers le nord-est dans une vallée encaissée jusqu’à la décharge (venant du sud-ouest) des lacs Villeray et Grimard ;
- 3,9 km vers le nord dans une vallée encaissées, jusqu’à un coude de rivière ;
- 1,7 km vers le nord en passant entre deux montagnes et en courbant vers l’est, jusqu'à la décharge (venant de l’est) d’un lac non identifié ;
- 0,8 km vers le nord, jusqu'à un ruisseau (venant de l’ouest) ;
- 1,6 km vers le nord-est en formant une boucle vers l’est, jusqu’à son embouchure[2].

La rivière Normand se déverse sur la rive sud-ouest de la rivière Cyriac. Cette confluence se situe à :
- 0,4 km au sud-est de la confluence du ruisseau Hector et de la rivière Cyriac ;
- 1,7 km au sud-ouest de la route 175 ;
- 1,8 km au sud-ouest du lac des Îlets ;
- 8,6 km à l'est de la confluence de la rivière Jean-Boivin et de la Petite rivière Jean-Boivin ;
- 11,7 km au sud-est de la confluence de la rivière Cyriac et du lac Kénogami ;
- 13,1 km au sud du barrage de Portage-des-Roches ;
- 29,5 km au sud de la confluence de la rivière Chicoutimi et de la rivière Saguenay[2].

À partir de la confluence de la rivière Normand avec la rivière Cyriac, le courant descend cette dernière sur 17,1 km vers le nord, puis le courant traverse le lac Kénogami sur 6,3 km vers le nord-est jusqu’au barrage de Portage-des-Roches, puis suit le cours de la rivière Chicoutimi sur 26,2 km vers l’est, puis le nord-est et le cours de la rivière Saguenay sur 114,6 km vers l’est jusqu’à Tadoussac où il conflue avec l’estuaire du Saint-Laurent.

## Toponymie
Le toponyme "rivière Normand" a été officialisé le 5 décembre 1968 à la Banque des noms de lieux de la Commission de toponymie du Québec.